# Another Story
Another Story – drugi, a zarazem ostatni album szkockiego zespołu nowofalowego Fiction Factory. Płytę promowały single: Not The Only One, No Time i Standing On The Top Of The World. 
Album Another Story okazał się fiaskiem komercyjnym. Powodem tego były zmiany w składzie grupy, które pozostawiły w nim tylko wokalistę Kevina Pattersona i gitarzystę Chica Medleya, konieczność poszukiwania muzyków sesyjnych, a także utrata zainteresowania karierą muzyczną przez Pattersona, jako głównego kompozytora i tekściarza zespołu. Wszystkie te czynniki doprowadziły w 1987 do rozpadu Fiction Factory.

## Lista utworów
1. "Another Story" (Medley, Patterson)
2. "Standing On The Top Of The World" (Patterson)
3. "Not The Only One" (Medley, Patterson)
4. "All For You" (Medley, Patterson)
5. "Lose Your Heart In Nature" (Medley, Patterson, Wishart)
6. "No Time" (Medley, Patterson)
7. "The Powder Room" (Medley)
8. "Make Believe" (Patterson)
9. "Time Is Right" (Medley, Patterson)
10. "Victoria Victorious" (Medley)

## Twórcy
- Kevin Patterson - wokal
- Chic Medley - gitara
- James Locke - perkusja
- Pim Jones - gitara basowa
- Paul Wishart - instrumenty klawiszowe
- Graham Weir - instrumenty dęte